# Патријарх српски Сава IV
Сава IV био је архиепископ пећки и патријарх српски у времену од од 1354. до 29. априла 1375. године. Био је игуман хиландарског манастира. На патријаршијски престо дошао је после патријарха Јоаникија II.
После смрти Јоаникија, првог патријарха српског, цар Душан је у Серу сазвао сабор „српски и грчки“ који је 29. новембра 1354. године за другог српског патријарха изабрао игумана манастира Хиландара Саву. Патријарх Сава је себе назвао патријархом Срба и Грка.
У време патријарха Саве отпочео је рад на измирењу Српске и Цариградске патријаршије, али патријарх сав није доживео да види измирење. Умро је у недељу Антипасхе, 29. априла 1375. године. Сахрањен је у цркви Светог Димитрија у Пећи.
У биографији патријарха Саве осуђује се цар Стефан Душан и његово крунисање.